# Stenogobius zurstrassenii
Stenogobius zurstrassenii és una espècie de peix de la família dels gòbids i de l'ordre dels perciformes que es troba a les Illes de la Sonda (Indonèsia).
Els mascles poden assolir 3,7 cm de longitud total i les femelles 5,33. És un peix d'aigua dolça, de clima tropical i demersal. És inofensiu per als humans.